# Cliff Osmond
Clifford Osman Ebrahim, meglio noto come Cliff Osmond (Jersey City, 26 febbraio 1937 – Pacific Palisades, 22 dicembre 2012), è stato un attore e docente statunitense.

## Biografia
Iniziò la sua carriera di attore nel 1962 in televisione prima di passare al cinema, dove fu diretto spesso da Billy Wilder, fino al 1996 quando si ritirò dalle scene. Oltre che attore, fu molto attivo anche come insegnante di recitazione.
Nel 1962 sposò Gretchen Lee Petty, con la quale rimase fino alla morte. La coppia ebbe due figli: Eric e Margaret.
Morì nel 2012 a 75 anni per un tumore al pancreas.

## Filmografia parziale

### Attore

#### Cinema
- I temerari del West (The Raiders), regia di Herschel Daugherty (1963)
- Irma la dolce (Irma la Douce), regia di Billy Wilder (1963)
- Monsieur Cognac (Wild and Wonderful), regia di Michael Anderson (1964)
- Baciami, stupido (Kiss Me, Stupid), regia di Billy Wilder (1964)
- Non per soldi... ma per denaro (The Fortune Cookie), regia di Billy Wilder (1966)
- Uccidete il padrino (The Devil's 8), regia di Burt Topper (1969)
- L'isola delle salamandre (Sweet Sugar), regia di Michel Levesque (1972)
- L'invasione delle api regine (Invasion of the Bee Girls), regia di Denis Sanders (1973)
- I duri di Oklahoma (Oklahoma Crude), regia di Stanley Kramer (1974)
- Prima pagina (The Front Page), regia di Billy Wilder (1974)
- Tra squali tigre e desperados (Sharks' Treasure), regia di Cornel Wilde (1975)
- Joe Panther, regia di Paul Krasny (1976)
- L'uomo delle montagne, regia di David O'Malley (1976)
- The Great Brain, regia di Richard Bickerton e Sidney Levin (1978)
- Gli spostati di North Avenue, regia di Bruce Bilson (1979)
- La banda delle frittelle di mele colpisce ancora (The Apple Dumpling Gang Rides Again), regia di Vincent McEveety (1979)
- Hangar 18, regia di James L. Conway (1980)
- Lone Star Bar & Grill, regia di Lawrence Dobkin (1983)
- In Search of a Golden Sky, regia di Jefferson Richard (1984)
- For Which He Stands, regia di Nelson McCormick (1996)

#### Televisione
- Dakota (The Dakotas) – serie TV, episodio 1x05 (1963)
- Indirizzo permanente (77 Sunset Strip) – serie TV, episodio 6x11 (1963)
- Have Gun - Will Travel – serie TV, episodio 6x24 (1963)
- L'impareggiabile Glynis (Glynis) – serie TV, episodio 1x11 (1963)
- Sotto accusa (Arrest and Trial) – serie TV, episodio 1x01 (1963)
- My Living Doll – serie TV, episodio 1x16 (1965)
- Gli inafferrabili (The Rogues) – serie TV, episodio 1x24 (1965)
- Shane – serie TV, episodio 1x04 (1966)
- La signora in giallo (Murder, She Wrote) – serie TV, episodio 6x21 (1990)

### Regia
- The Penitent (1988)
- Bxx: Haunted (2012)

## Doppiatori italiani
- Ferruccio Amendola in Non per soldi... ma per denaro
- Dario De Grassi in La signora in giallo